# Pulsoxymeter

Zuurstofsaturatiemeter voor thuisgebruik

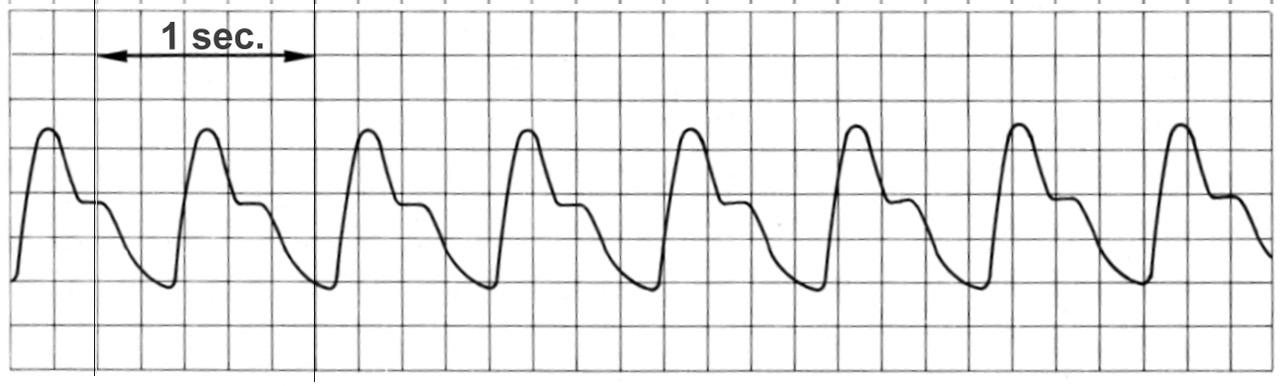
Plethysmogram

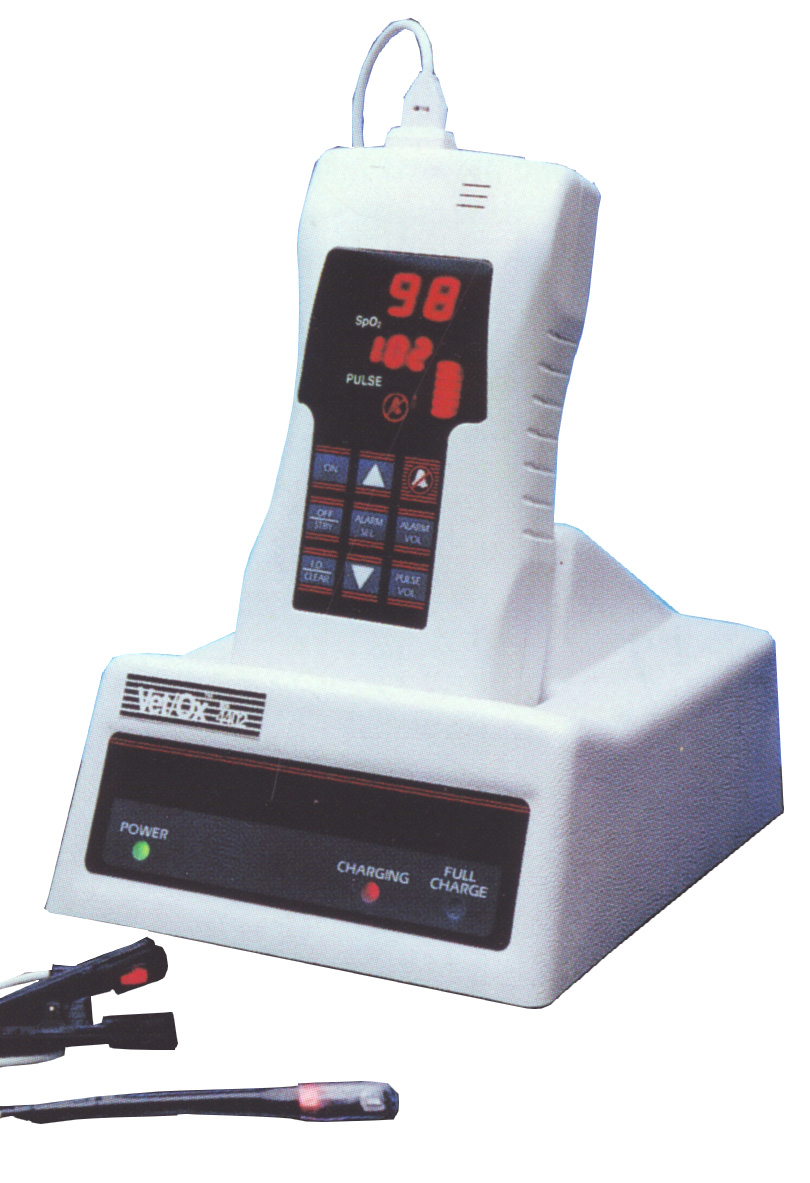
Pulsoxymeter 4402

Een pulsoxymeter (of saturatiemeter) is een medisch meetinstrument waarmee de zuurstofsaturatie oftewel de hoeveelheid zuurstof in het bloed kan worden bepaald. Dit wordt via een clipje op een vinger gemeten. Na meting kan eventueel gerichte hulpverlening plaatsvinden.
De werking berust op het principe van de fotometrie. Een lichtbron (meestal een led) zendt een bundel licht van nauwkeurig begrensde golflengte door een lichaamsdeel (vinger, oorlel, bij dieren de tong) waarin zich een pulserend vaatbed bevindt. Deze kleine slagadertjes of arteriolen zullen een deel van het licht absorberen, afhankelijk van de kleur van het in het bloed aanwezige oxihemoglobine. Recht tegenover de lichtbron bevindt zich een detector die het passerende licht opvangt en dit omzet in een elektrisch signaal. Dit signaal wordt naar een rekeneenheid gevoerd die vaststelt welke golflengten aanwezig zijn. Het verschil tussen het uitgezonden en het opgevangen licht wordt omgerekend naar de corresponderende saturatiewaarde in het bloed, uitgedrukt in een percentage. De maximale verzadiging is 100%.
Doordat koolstofmonoxide (CO) veel beter bindt aan hemoglobine dan zuurstof, is hemoglobine niet meer in staat om zuurstof naar de cellen te vervoeren. Hierdoor ontstaat er een zuurstoftekort en zullen cellen afsterven. Een pulsoxymeter kan echter geen onderscheid kan maken tussen zuurstof of koolstofmonoxide en zal bij een CO-vergiftiging een saturatie van 100% weergeven, wat doet vermoeden dat er voldoende zuurstof in het bloed aanwezig is. Dit is echter een levensbedreigende situatie en zal zonder medische interventie onherroepelijk tot de dood lijden.  
Doordat het signaal in sterkte varieert met de vulling van de slagaders kan het toestel tevens berekenen wat de frequentie van de hartslag is. Daarom is het ook mogelijk om met een pulsoxymeter de hartslag te meten via de vinger. Het toestel dankt zijn naam dan ook aan het meten van de pulsering en de zuurstofverzadiging: pulsoxymeter.
De signalen van de meting kunnen ook als een grafiek op een scherm worden getoond. Omdat de top van de curve een aanduiding is van de mate van vulling in het vaatbed wordt deze curve het plethysmogram genoemd (plethysmos is Grieks voor volume). Een geoefende gebruiker kan uit het plethysmogram enigszins afleiden hoe het met de bloeddruk is gesteld.